# Fanny Mendelssohn Quartett
Das Münchner Fanny Mendelssohn Quartett, Renate Eggebrecht 1. Violine, Mario Korunič 2. Violine, Stefan Berg Viola, Friedemann Kupsa Violoncello, wurde 1989 anlässlich der Aufführung des Streichquartetts Es-Dur und der Uraufführung des Klavierquartetts As-Dur von Fanny Mendelssohn am 6. März 1989 im Gasteig München gegründet. Das Streichquartett setzte sich auch weiterhin für unbekannte Musik von Komponistinnen ein und kann viele Uraufführungen vorweisen u. a. mehrere Werke von Violeta Dinescu, Gloria Coates, Fukuo Yamagushi und Mayako Kubo (Reinbert Evers, Gitarre).
Die vier Musiker spielten die Kammermusik von Fanny Mendelssohn (Stefan Mickisch, Klavier) und Ethel Smyth als Weltersteinspielungen auf CD ein. Sie legten die CD-Weltpremieren der Streichquartette von Elisabeth Lutyens, Gloria Coates und Violeta Dinescu vor, sowie CD-Einspielungen der Streichquartette von Grażyna Bacewicz, Germaine Tailleferre, Arthur Bliss und Darius Milhaud (Ulrike Sonntag, Sopran).
1997 spielte das Ensemble die Klavierkammermusik von Max Reger, sein Klavierquintett c-Moll und seine beiden Klavierquartette auf zwei CDs ein (Wolfram Lorenzen, Klavier).
Das Quartett stellte sich auf dem Schleswig-Holstein Musikfestival mit der Interpretation des Streichquartetts e-Moll von Ethel Smyth und des Klavierquartetts von Fanny Mendelssohn vor (Céline Dutilly, Klavier). Auch beim Musikfestival Chard/England konnten sie das Publikum erstmals mit Werken von Fanny Mendelssohn begeistern.
Rundfunk- und Fernsehaufnahmen im In- und Ausland folgten.

## Einspielungen
- Fanny Mendelssohn, Streichquartett Es-Dur (1834), Klavierquartett As-Dur (1822) (Weltersteinspielungen)
- Ethel Smyth, Streichquintett E-Dur op. 1, Streichquartett e-Moll (1912) (Weltersteinspielungen)
- Germaine Tailleferre, Streichquartett (1919)
- Grażyna Bacewicz, Streichquartette Nr. 4 (1950), Nr. 6 (Weltersteinspielung) (1960), Nr. 7 (1965)
- Elisabeth Lutyens, Streichquartett Nr. 6 op. 25, Violeta Dinescu, Streichquartett Terra Lonhdana (1984), Gloria Coates, Streichquartett Nr. 3 (1975) (Weltersteinspielungen)
- Darius Milhaud, Streichquartette Nr. 1 op. 5, Nr. 2 op. 16, Nr. 3 op. 32 mit Sopran (Weltersteinspielung), Nr. 4 op. 46, Nr. 5 op. 64, Nr. 6 op. 77, Nr. 7 op. 87, Nr. 8 op. 121, Machines agricoles op. 56, Catalogue de Fleurs op. 60 (Weltersteinspielung)
- Arthur Bliss, Streichquartett Nr. 1 B-Dur (1941), Streichquartett Nr. 2, f-Moll (1950)
- Max Reger, Klavierquintett c-Moll op. 64, Klavierquartett d-Moll op. 113, Klavierquartett a-Moll op. 133

## Mitglieder
- Renate Eggebrecht, Violine
- Mario Korunič, Violine
- Stefan Berg, Viola
- Friedemann Kupsa, Violoncello